# Provincie Viterbo
Viterbo (Provincia di Viterbo) je provincie v oblasti Lazio. Sousedí na severozápadě s provinciemi Grosseto a Siena, na severovýchodě s umbrijskou provincií Terni, na východě s provincií Rieti, na jihu s provincií Roma a na západě její břehy omývá Tyrrhenské moře. Nejvyšší horou je Monte Fogliano o výšce 953 metrů nad mořem, její úpatí leží u jezera Lago di Vico.

## Okolní provincie
| Růžice kompasu | Grosseto          | Siena | Terni | Růžice kompasu |
| Růžice kompasu | Sever             |       |       | Růžice kompasu |
| Růžice kompasu | Provincie Viterbo |       |       | Růžice kompasu |
| Růžice kompasu | Jih               |       |       | Růžice kompasu |
| Růžice kompasu |                   | Roma  | Rieti | Růžice kompasu |

## Největší města
(podle počtu obyvatel k 31.12. 2019)
| Město              | Počet obyvatel |
| ------------------ | -------------- |
| Viterbo            | 67 384         |
| Civita Castellana  | 15 991         |
| Tarquinia          | 16 410         |
| Montefiascone      | 13 187         |
| Vetralla           | 13 930         |
| Nepi               | 9 507          |
| Ronciglione        | 8 603          |
| Soriano nel Cimino | 8 106          |
| Orte               | 9 449          |
| Montalto di Castro | 8 957          |
| Tuscania           | 8457           |
| Fabrica di Roma    | 8 258          |
| Capranica          | 6 604          |
| Sutri              | 6 591          |
| Acquapendente      | 5 397          |
| Caprarola          | 5 319          |
| Canino             | 5 236          |
| Vignanello         | 4 699          |
| Bassano romano     | 4 465          |
| Bolsena            | 4 161          |
| Bagnoregio         | 3 442          |

zdroj: ISTAT

## Historie
- V provincii Viterbo leží řada zdokumentovaných antických etruských měst, nejvýznamnější z nich byla Tuscania, Vetralla, Tarquinia, Viterbo a Bagnoregio. Viterbo dobyli Římané v roce 310 př. n. l.
- V roce 773 našeho letopočtu se stalo základnou Lombardského království krále Desideria proti papeži a Svaté říši římské.
- Matylda Toskánská darovala město papežskému státu v 11. století a císař Fridrich I. se usadil ve Viterbu v roce 1153, když plánoval útok na Řím, který podnikl roku 1160.
- Na počátku 13. století se provincie Viterbo stala součástí papežských států.
- Když byli johanité v 16. století vyhnáni z ostrova Rhodos, dostali zde před cestou na Maltu dočasný asyl.
- Papež Pavel III. se označil za občana Viterba a založil ve městě univerzitu.
- K Italskému království se provincie Viterbo připojila 12. září 1870.
- Během druhé světové války byla některá města včetně Viterba těžce bombardována.

## Galerie měst

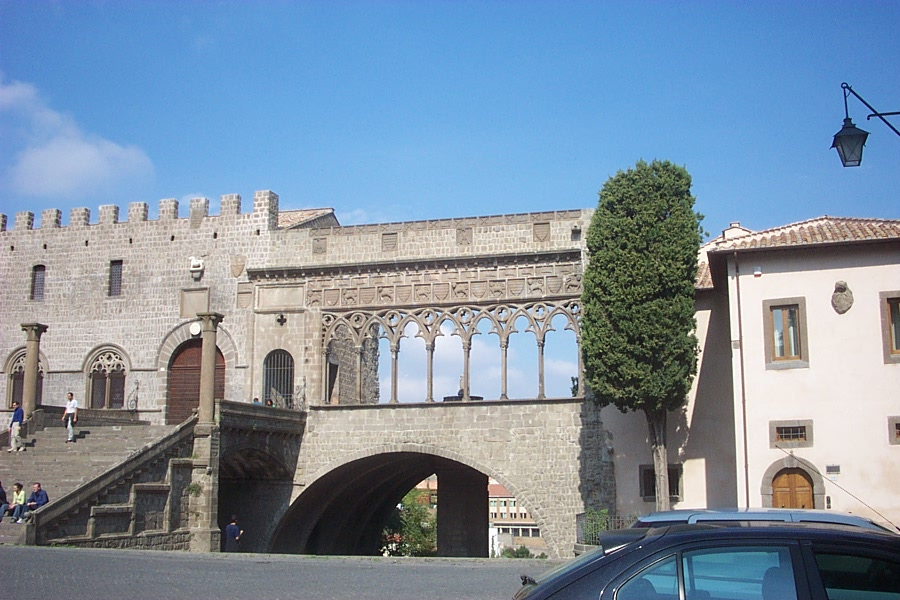
Viterbo, papežský palác
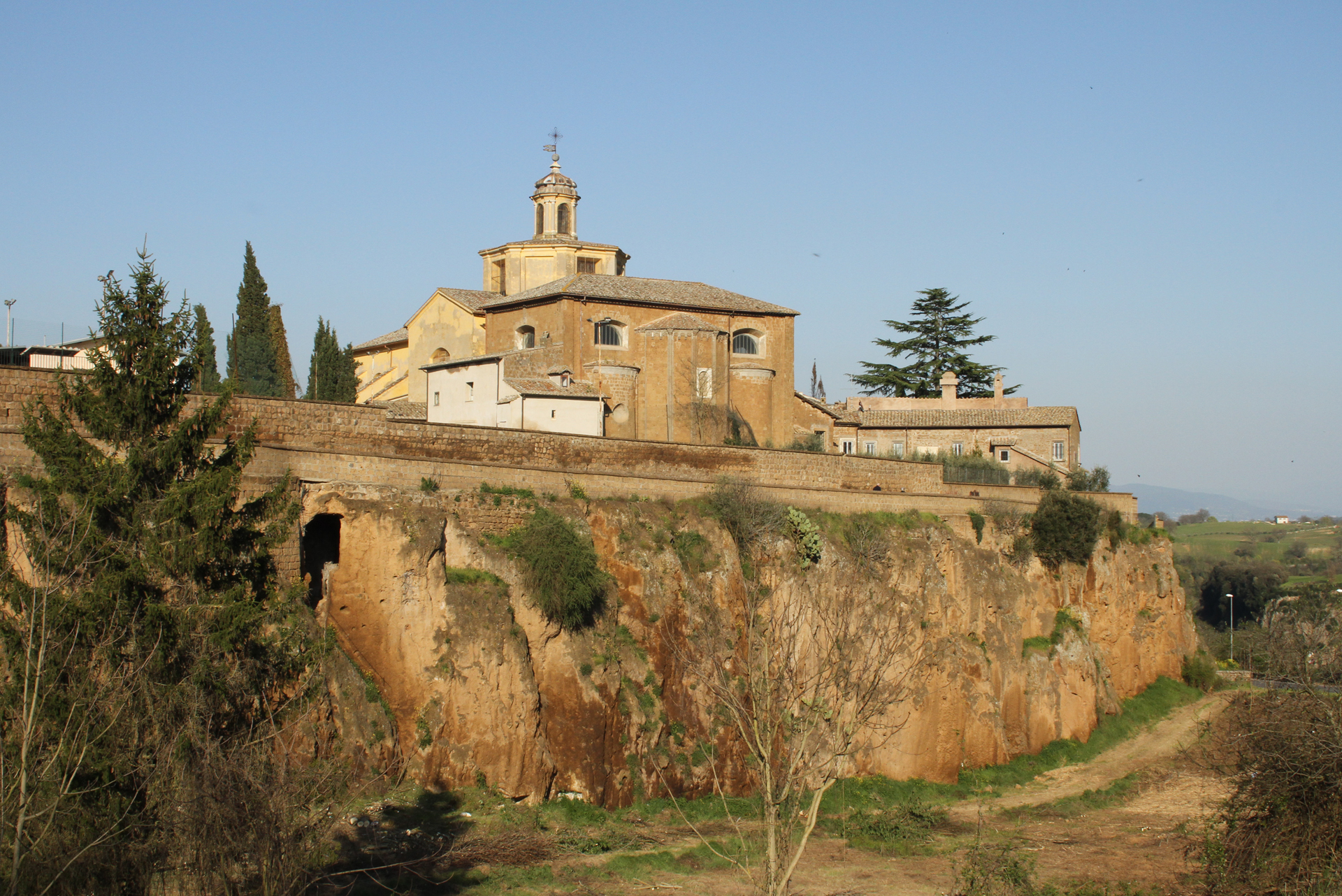
Civita Castellana
Tarquinia, etruská hrobka
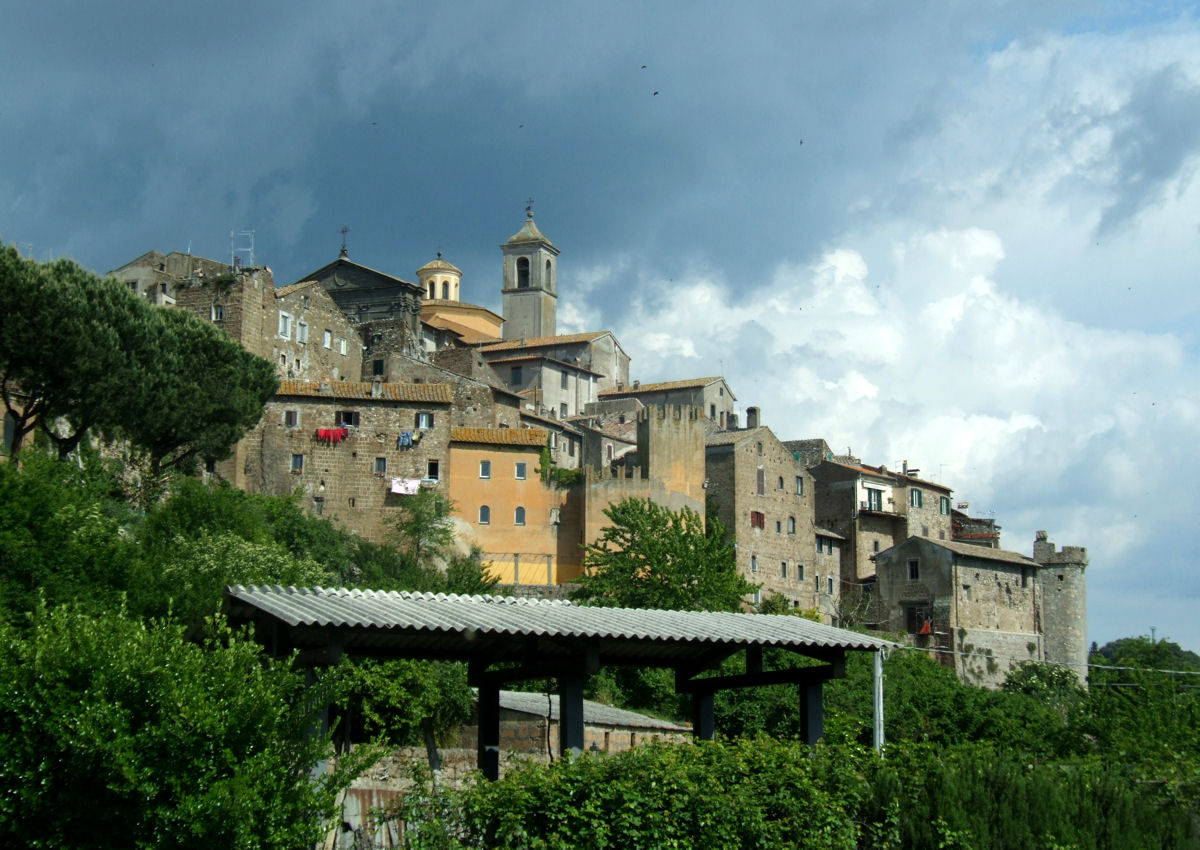
Vetralla
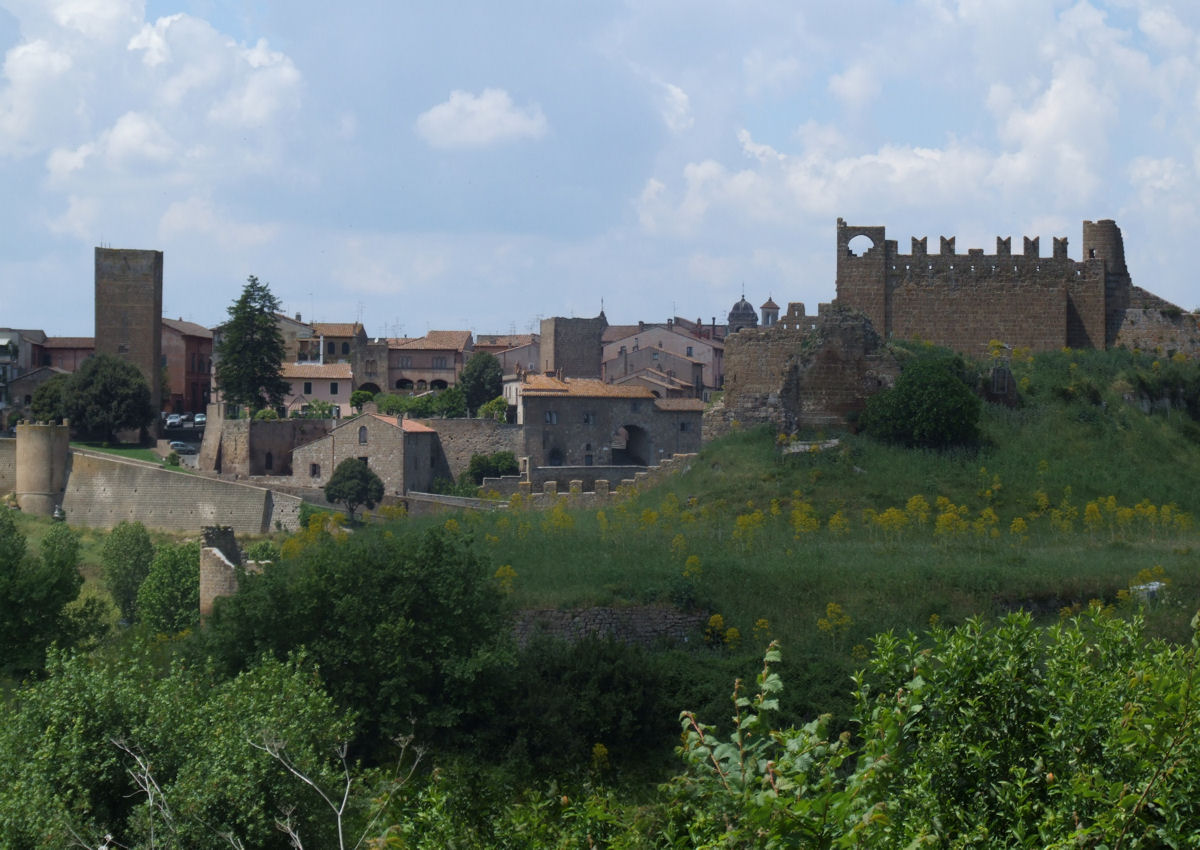
Tuscania
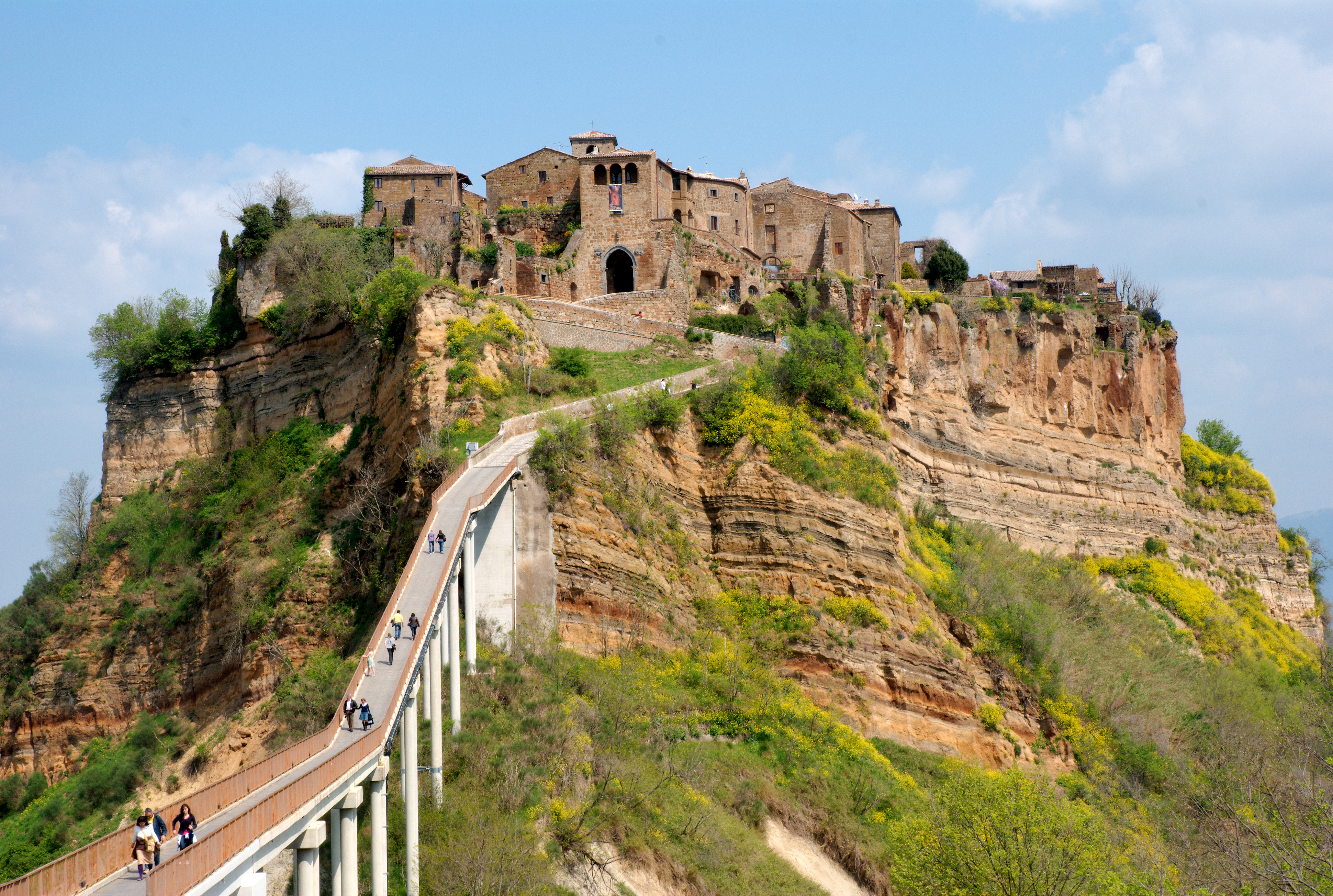
Bagnoregio